# Campeonato Asiático de Atletismo de 2019 - Revezamento 4x100 m masculino
A prova dos 4 x 100 metros estafetas masculino do Campeonato Asiático de Atletismo de 2019 foi disputada entre os dias 22 e 23 de abril de 2019 no Estádio Internacional Khalifa em Doha, no Catar. 

## Recordes
Antes desta competição, os recordes mundiais e do campeonato nesta prova eram os seguintes:
|                       | Nome                                                                          | Nacionalidade | Tempo  | Local          | Data                 |
| --------------------- | ----------------------------------------------------------------------------- | ------------- | ------ | -------------- | -------------------- |
| Recorde mundial       | Nesta Carter, Michael Frater Yohan Blake, Usain Bolt                          | Jamaica       | 36s 84 | Londres        | 11 de agosto de 2012 |
| Recorde do campeonato | Kongdech Natenee, Vissanu Sophanich Ekkachai Janthana, Sittichai Suwonprateep | Tailândia     | 38s 80 | Jacarta        | 2000                 |
| Recorde asiático      | Ryota Yamagata, Shota Iizuka Yoshihide Kiryu, Asuka Cambridge                 | Japão         | 37s 60 | Rio de Janeiro | 19 de agosto de 2016 |

Os seguintes recordes foram estabelecidos durante esta competição:
| Data        | Evento  | Atletas                                                              | Nacionalidade | Tempo  | Notas                 |
| ----------- | ------- | -------------------------------------------------------------------- | ------------- | ------ | --------------------- |
| 22 de abril | Bateria | Sowan Ruttanapon, Bandit Chuangchai Jirapong Meenapra, Siripol Punpa | Tailândia     | 38s 72 | Recorde do campeonato |

## Medalhistas
| Ouro                                                                                 | Prata                                                                      | Bronze                                                                          |
| Tailândia · Sowan Ruttanapon · Bandit Chuangchai · Jirapong Meenapra · Siripol Punpa | Taipé Chinesa · Wei Yi-ching · Wang Wei-hsu · Yang Chun-han · Lin Hung-min | Omã Mohammed Al-Balushi Barakat Al-Harthi Mohamed Obaid Al-Saadi Ammar Al-Saifi |

## Cronograma
Todos os horários são locais (UTC+3)
| Data        | Hora  | Evento  |
| ----------- | ----- | ------- |
| 22 de abril | 09:00 | Bateria |
| 23 de abril | 19:50 | Final   |

## Resultados

### Bateria
| Posição | Bateria | Nacionalidade  | Atletas                                                                                      | Tempo | Notas                |
| ------- | ------- | -------------- | -------------------------------------------------------------------------------------------- | ----- | -------------------- |
| 1       | 1       | Tailândia      | Sowan Ruttanapon, Bandit Chuangchai, Jirapong Meenapra, Siripol Punpa                        | 38.72 | Q,                   |
| 2       | 2       | China          | Wu Zhiqiang, Xu Zhouzheng, Liang Jinsheng, Jiang Hengnan                                     | 39.06 | Q,                   |
| 3       | 1       | Coreia do Sul  | Kim Kuk-young, Lee Jae-ha, Ko Seung-hwan, Lee Jae-seong                                      | 39.22 | Q,                   |
| 4       | 2       | Taipé Chinesa  | Wei Yi-ching, Wang Wei-hsu, Yang Chun-han, Lin Hung-min                                      | 39.33 | Q,                   |
| 5       | 1       | Omã            | Mohammed Al-Balushi, Barakat Al-Harthi, Mohamed Obaid Al-Saadi, Ammar Al-Saifi               | 39.41 | Q,                   |
| 6       | 2       | Filipinas      | Francis Medina, Anfernee Lopena, Clinton Bautista, Eric Cray                                 | 39.57 | Q,                   |
| 7       | 1       | Hong Kong      | Tang Yik Chun, Lee Hong Kit, Tse Yee Hin Rico, Tsui Chi Ho                                   | 39.70 | q,                   |
| 8       | 1       | Arábia Saudita | Ahmed Mabrouk Al-Majrashi, Mohamed Daoud Abdullah, Fahhad Mohammed Al-Subaie, Ali Khalid Mas | 39.88 | q                    |
| 9       | 2       | Indonésia      | Mochammad Bisma Diwa Abina, Eko Rimbawan, Joko Kuncoro Adi, Bayu Kertanegara                 | 39.96 | Recorde da temporada |
| 10      | 2       | Catar          | Abdelaziz Mohamed, Jaber Hilal Al-Mamari, Mahamat Zakaria Khalid, Owaab Barrow               | 40.17 | Recorde da temporada |
| 11      | 3       | Maldivas       | Hassan Nujoom, Sarees Ahmed, Ibadulla Adam, Hassan Saaid                                     | 41.80 | [ 3 ]                |
| 12      | 2       | Cazaquistão    | Vitaliy Zems, Damil Sutzhanov, Sergey Russak, Alexandr Kasper                                | DNF   |                      |
| 13      | 1       | Singapura      |                                                                                              | DNS   |                      |

### Final
| Posição           | Raia | Nacionalidade  | Atletas                                                                                                | Resultados | Notas                |
| ----------------- | ---- | -------------- | --- | ---------- | -------------------- |
| Medalha de ouro   | 5    | Tailândia      | Sowan Ruttanapon, Bandit Chuangchai, Jirapong Meenapra, Siripol Punpa                                  | 38.99      |                      |
| Medalha de prata  | 4    | Taipé Chinesa  | Wei Yi-ching, Wang Wei-hsu, Yang Chun-han, Lin Hung-min                                                | 39.18      | Recorde da temporada |
| Medalha de bronze | 8    | Omã            | Mohammed Al-Balushi, Barakat Al-Harthi, Mohamed Obaid Al-Saadi, Ammar Al-Saifi                         | 39.36      | Recorde nacional     |
| 4                 | 3    | Arábia Saudita | Ahmed Mabrouk Al-Majrashi, Mohamed Daoud Abdullah, Fahhad Mohammed Al-Subaie, Ahmad Khader Al-Muwallad | 39.52      | }                    |
| 5                 | 2    | Hong Kong      | Tang Yik Chun, Lee Hong Kit, Tse Yee Hin Rico, Tsui Chi Ho                                             | 39.91      |                      |
| 6                 | 9    | Filipinas      | Francis Medina, Anfernee Lopena, Clinton Bautista, Eric Cray                                           | 40.10      |                      |
| 7                 | 6    | China          | Wu Zhiqiang, Xie Zhenye, Liang Jinsheng, Jiang Hengnan                                                 | DQ         | R163.3a              |
| 8                 | 7    | Coreia do Sul  | | DNS        |                      |

Legenda
| Recorde mundial       | Recorde mundial (World record)               |                       | Recorde africano                      | Recorde africano (African) |                                           | Q | Classificado por posição (Qualified) |
| Recorde do campeonato | Recorde do campeonato (Championship record)  | Recorde da América    | Recorde da América (Americas)         | q                          | Classificado por melhor tempo (Qualified) |   |                                      |
| Melhor marca do ano   | Melhor marca do ano (World leading)          | Recorde asiático      | Recorde asiático (Asian)              | DNS                        | Não largou (Did not start)                |   |                                      |
| Recorde nacional      | Recorde nacional (National record)           | Recorde europeu       | Recorde europeu (European)            | DNF                        | Não terminou (Did not finish)             |   |                                      |
| Recorde pessoal       | Recorde pessoal do atleta (Personal best)    | Recorde da Oceania    | Recorde da Oceania (Oceania)          | DSQ / DQ                   | Desclassificado (Disqualified)            |   |                                      |
| Recorde da temporada  | Recorde da temporada do atleta (Season best) | Recorde sul-americano | Recorde sul-americano (South America) | NM                         | Sem marca (No mark)                       |   |                                      |